# Cronologia da pandemia de COVID-19 na Coreia do Sul
Este artigo documenta a cronologia da pandemia de COVID-19 na Coreia do Sul.

## Cronologia

### Janeiro de 2020
- 20 de janeiro: A Coreia do Sul registra o primeiro caso confirmado pelo novo coronavírus. A paciente é uma mulher chinesa de 36 anos que chegou em 19 de janeiro de Wuhan, o epicentro do surto de vírus.[1][2][3]
- 27 de janeiro: O governo da Coreia do Sul eleva o nível de alerta de doenças infecciosas para a alerta "laranja" devido ao surto do novo coronavírus, ocorrido na China.[4]
- 29 de janeiro: Mais de 570 mil sul-coreanos entram com uma petição na Casa Azul, o escritório executivo do governo da Coreia do Sul, pedindo a proibição da entrada de cidadãos chineses no país durante os feriados do Ano Novo Chinês.[5]
- 30 de janeiro: Todos os ministérios da Coreia do Sul se juntam para organizar uma guerra total para controlar a propagação do novo coronavírus.[6]
- 31 de janeiro: O primeiro grupo dos sul-coreanos transportados de Wuhan é colocado em instalações estatais para quarentena.[2]

### Fevereiro de 2020
- 1 de fevereiro: O segundo avião fretado com 333 sul-coreanos da cidade chinesa de Wuhan chega a Seul.[7]
- 4 de fevereiro: A Coreia do Sul restringe as chegadas da província chinesa de Hubei, fortalece a quarentena para as chegada da China e suspende os programas de isenção de visto na ilha sul-coreana de Jeju para os visitantes chineses.[2][3]
- 5 de fevereiro: A Coreia do Sul libera o primeiro paciente totalmente recuperado do novo coronavírus.[2][8]
- 20 de fevereiro: A Coreia do Sul registra a primeira morte confirmada pelo novo coronavírus. Um homem de 63 anos tem um resultado positivo postumamente pela doença.[3][9]
- 21 de fevereiro: A primeira divisão de futebol sul-coreano adia os jogos de abertura do Daegu FC e do Pohang Steelers devido a um aumento de casos do novo coronavírus na região sudeste do país.[10]
- 22 de fevereiro: O governo de Israel recusa-se a permitir que 130 sul-coreanos desembarquem de um voo de Seul.[11]
- 23 de fevereiro: O governo da Coreia do Sul eleva o nível de alerta de vírus para o nível mais alto, Vermelho, após o aumento de casos no país.[3][12]

### Março de 2020
- 3 de março: O presidente da Coreia do Sul, Moon Jae-in, declara guerra contra o coronavírus, colocando todas as agências do governo em alerta de 24 horas por dia.[3]
- 8 de março: Um surto do novo coronavírus é detectado em um edifício de uso múltiplo com um total de 1.145 pessoas na capital sul coreana. 97 casos confirmados pela doença.[13]
- 20 de março: O número de mortes causadas pelo novo coronavírus na Coreia do Sul ultrapassa 100, registrado pelo Centro de Controle e Prevenção de Doenças do país.[14][15]
- 30 de março: O órgão de vigilância eleitoral da Coreia do Sul interrompe as eleições no exterior em 41 missões diplomáticas de 25 países, incluindo os Estados Unidos, devido ao novo coronavírus.[16]

### Abril de 2020
- 1 de abril: A Coreia do Sul inicia seis dias de eleições gerais no exterior devido ao surto do novo coronavírus.[17]
- 3 de abril: O número de casos confirmados pelo novo coronavírus na Coreia do Sul ultrapassa 10.000, registrado pelo Ministério da Saúde e Bem-Estar do país.[3][18]
- 15 de abril: A Coreia do Sul torna-se um dos primeiros países a realizar uma eleição nacional desde o início da epidemia do novo coronavírus.[19]
- 20 de abril: O consulado da Coreia do Sul em Wuhan, epicentro do novo coronavírus, retoma suas operações completas após o encerramento do bloqueio da cidade chinesa.[20]

### Maio de 2020
- 6 de maio: O distanciamento social é reduzido após a queda dos novos casos diários.[3]
- 26 de maio: O uso de máscara é obrigatório em todas as formas de transporte público do país.[3]
- 29 de maio: O governo sul-coreano suspende as operações de museus, centros de arte e teatros em Seul e nos arredores devido ao aumento dos novos casos do novo coronavírus.[21]

### Junho de 2020
- 3 de junho: A administração de medicamentos e alimentos da Coreia do Sul aprova o uso do antiviral remdesivir para tratar os pacientes do novo coronavírus.[22][23]
- 22 de junho: As autoridades de saúde da Coreia do Sul confirmam a segunda onda de disseminação do novo coronavírus nos arredores de Seul.[24][25]

### Julho de 2020
- 9 de julho: As companhias aéreas sul-coreanas começam a voar para a China novamente.[26]
- 22 de julho: As bibliotecas públicas, museus e galerias de arte no Coreia do Sul reabrem em meio a sinais de desaceleração do surto do novo coronavírus.[27]
- 24 de julho: O governo da Coreia do Sul anuncia que os torcedores poderão assistir a partidas de beisebol profissional em estádios com o uso de máscaras a partir de domingo.[28]

### Agosto de 2020
- 15 de agosto: O governo da Coreia do Sul endurece as medidas para conter a pandemia do novo coronavírus após registrar o maior número de novos casos em mais de cinco meses.[29]
- 15 de agosto: Milhares de pessoas vão às ruas para protestar contra o governo da Coreia do Sul, em Seul, ignorando a alerta sobre o novo coronavírus.[30]
- 24 de agosto: O Ministério da Educação da Coreia do Sul anuncia o fechamento das 1.845 escolas em todo o país devido ao aumento de casos do novo coronavírus.[31]
- 27 de agosto: O governo da Coreia do Sul fecha o parlamento após um repórter local infectado pelo coronavírus em uma reunião de altos funcionários do Partido Democrata da Coreia na Assembleia Nacional no dia anterior.[32]

### Setembro de 2020
- 1 de setembro: O número de casos confirmados pelo novo coronavírus na Coreia do Sul ultrapassa 20.000, registrado pelo Centro de Controle e Prevenção de Doenças do mesmo país.[33][34]
- 29 de setembro: Um tribunal de Seul mantém a proibição de protestos anti-governamentais planejados para o fim de semana, incluindo um comício de versão drive-thru, durante a pandemia.[35]

### Outubro de 2020
- 2 de outubro: O presidente da Coreia do Sul, Moon Jae-in, envia uma mensagem ao presidente dos Estados Unidos, Donald Trump e à primeira-dama, Melania Trump, desejando uma rápida recuperação do novo coronavírus.[36]
- 12 de outubro: O governo da Coreia do Sul reduz o nível de alerta enquanto os casos do novo coronavírus no país aumentam para quase 100.[37]

### Novembro de 2020
- 5 de novembro: Dez soldados dos Estados Unidos testam positivo para o novo coronavírus após chegar à Coreia do Sul entre 23 de outubro e 3 de novembro.[38]
- 20 de novembro: O número de casos confirmados pelo novo coronavírus na Coreia do Sul ultrapassa 30.000, registrado pela Agência de Controle e Prevenção de Doenças do mesmo país.[39][40]
- 20 de novembro: A terceira onda do novo coronavírus atinge a capital da Coreia do Sul, Seul, e as áreas vizinhas com o aumento de casos diários do novo coronavírus.[41]

### Dezembro de 2020
- 10 de dezembro: O número de casos confirmados pelo novo coronavírus na Coreia do Sul ultrapassa 40.000, registrado pela Agência de Controle e Prevenção de Doenças do país.[42][43]
- 24 de dezembro: A Coreia do Sul assina os acordos com a Pfizer Inc e a Johnson & Johnson's Janssen para importar as vacinas contra o coronavírus.[44]
- 28 de dezembro: As autoridades de saúde da Coreia do Sul confirmam os primeiros casos da nova variante de COVID-19. Três cidadãos sul-coreanos, que chegaram à Coreia do Sul vinda do Reino Unido, testam positivo para a nova variante da doença.[45][46][47]

### Janeiro de 2021
- 5 de janeiro: O número de mortes causadas pelo novo coronavírus na Coreia do Sul ultrapassa 1.000, registrado pelo Ministério da Saúde do país.[48]
- 18 de janeiro: As autoridades de saúde da Coreia do Sul relatam pela primeira vez o primeiro caso da variante do coronavírus, identificada no Brasil.[49]

### Fevereiro de 2021
- 26 de fevereiro: A Coreia do Sul inicia a campanha de vacinação contra a COVID-19 com as primeiras doses da vacina da AstraZeneca para os trabalhadores de casas de repouso e alguns pacientes em instalações em todo o país.[50]

### Março de 2021
- 25 de março: O número de casos confirmados pelo novo coronavírus na Coreia do Sul ultrapassa 100.000, registrado pela Agência de Controle e Prevenção de Doenças do país.[51]